# Osomatsu-san
Osomatsu-san (おそ松さん Osomatsu-san?), también conocida como Mr. Osomatsu, es una serie de televisión de anime de 2015 producida por Pierrot, basada en la serie manga de Fujio Akatsuka de 1962, Osomatsu-kun.
Para celebrar el cumpleaños 80 de Akatsuka, la serie sigue a los sextillizos hermanos Matsuno de la serie original como adultos, y presenta un humor más orientado a los adultos en comparación con la serie original.
La serie se emitió en Japón entre octubre de 2015 y marzo de 2016, con un episodio especial que se emitió en diciembre de 2016. Una segunda temporada se emitió entre octubre de 2017 y marzo de 2018. La tercera temporada se estrenó en octubre de 2020. Ambas temporadas han sido licenciadas en América por Viz Media.
Una adaptación a manga de Masako Shitaro se publicó en la revista de Shueisha You desde enero de 2016 hasta noviembre de 2020.
Una película de anime de cines se estrenó el 15 de marzo de 2019. Una segunda película anime titulada Mr. Osomatsu: The Soul's Takoyaki Party and the Legendary Sleepover Party se estrenó el 21 de julio de 2023 en Japón.
Una serie de anime spin-off titulada Matsu Inu se emitió de octubre a diciembre de 2023.

## Argumento
La serie original de Osomatsu-kun presenta a los hermanos Matsuno; Osomatsu, Karamatsu, Choromatsu, Ichimatsu, Jyushimatsu y Todomatsu, niños sextillizos que causan travesuras. Osomatsu-san describe a estos mismos hermanos diez años mayores que sus contrapartes originales (con la acción que tiene lugar en un entorno contemporáneo). Todos los hermanos ahora se han convertido en Ninis perezosos, y cada hermano ha desarrollado su propia personalidad distintiva. La serie sigue a los hermanos en su vida cotidiana (y ocasionalmente inventada).

## Personajes

### Hermanos Matsuno

#### Osomatsu Matsuno
Voz por: Takahiro Sakurai
Osomatsu Matsuno (松 野 お そ 松, Matsuno Osomatsu) es el mayor de los sextillizos y líder autoproclamado del grupo. Un ávido jugador, que pasa su tiempo jugando al pachinko y apostando a carreras de caballos. A menudo se viste de rojo.

#### Karamatsu Matsuno
Voz por:  Yūichi Nakamura
Karamatsu Matsuno (松 野 カ ラ 松, Matsuno Karamatsu) es el segundo hijo de los sextillizos. Se cree que es más genial y más popular de lo que realmente es y llama a sus fans "chicas Karamatsu". Sin embargo en ocasiones también hace mención a "chicos Karamatsu". De vez en cuando agrega palabras en inglés a sus oraciones. Su rasgo distintivo son sus cejas pobladas y a menudo se viste de azul, aunque ocasionalmente luce una chaqueta de cuero y gafas de sol.

#### Choromatsu Matsuno
Voz por: Hiroshi Kamiya
Choromatsu Matsuno (松 野 チ ョ ロ 松, Matsuno Choromatsu) es el tercero nacido y el más responsable pero ególatra de los sextillizos. A menudo reprocha las acciones de sus hermanos. Suele leer manga y asistir a conciertos de idols. Sus rasgos distintivos son su boca triangular, pupilas más pequeñas y su falta de mechón. A menudo se viste de verde.

#### Ichimatsu Matsuno
Voz por: Jun Fukuyama
Ichimatsu Matsuno (松 野 一 松, Matsuno Ichimatsu) es el cuarto nacido de los sextillizos y el solitario de lengua afilada del grupo. Tiende a criticarse a sí mismo y a tener una actitud pesimista, y a veces, violenta, ante muchas situaciones. A pesar de no relacionarse frecuentemente con los demás, le gustan mucho los gatos, e incluso, llegó a transformarse en uno en varias ocasiones. Sus rasgos distintivos son sus ojos cansados, cabello desaliñado, espalda encorvada y a menudo se viste de púrpura.

#### Jyushimatsu Matsuno
Voz por: Daisuke Ono
Jyushimatsu Matsuno (松 野 十四 松, Matsuno Jūshimatsu) es el quinto nacido de los sextillizos. Es muy enérgico, pero también bastante atolondrado e impulsivo, y a menudo no reacciona ante los acontecimientos salvajes. Tiene la boca bien abierta y un cabello alborotado en comparación con los dos de los otros hermanos. A menudo se viste de amarillo.

#### Todomatsu Matsuno
Voz por: Miyu Irino
Todomatsu Matsuno (松 野 ト ド 松, Matsuno Todomatsu) es el hermano menor, el más carismático y sociable de los sextillizos. A menudo usa su ternura como hermano menor para manipular a los demás. Tiene una boca más pequeña y pupilas más grandes. Acostumbra vestirse de rosa.

### Otros personajes
Iyami (イヤミ?)
Voz por: Kenichi Suzumura
Iyami permanece prácticamente sin cambios desde su aparición original en Osomatsu-kun, pero regresa a un papel secundario después de su papel de protagonista principal en la serie de anime de los 80.
Chibita (チビ太?)
Voz por: Sachi Kokuryu
Antiguo rival de los sextillizos, que ahora dirige un puesto de oden que los hermanos Matsuno visitan con frecuencia.
Totoko (トト子?)
Voz por: Aya Endō
La heroína de la serie, que se esfuerza desesperadamente por convertirse en un ídolo con temática de peces para ganar fama y fortuna. Ella tiene un lado vicioso cuando está molesta o al margen.
Matsuzo Matsuno (松野 松造 Matsuno Matsuzō?) y Matsuyo Matsuno (松野 松代 Matsuno Matsuyo?)
Voz por: Kazuhiko Inoue (Matsuzo), Kujira (Matsuyo) (Japonés); Mick Wingert (Matsuyo) Inglés)
Los padres de los sextillizos, con quienes aún viven incluso de adultos.

Hatabō (ハタ坊?)
Voz por: Momoko Saitō
Anteriormente, el esbirro de varios personajes, Hatabō ahora dirige una empresa multimillonaria, aunque todavía conserva su actitud infantil.
Dekapan (デカパン?)
Voz por: Yōji Ueda
El mismo personaje que el original.
Dayōn (ダヨーン?)
Voz por: Nobuo Tobita
El mismo personaje que el original, que a menudo solo dice su nombre.
Nyaa Hashimoto (橋本にゃー Hashimoto Nyaa?)
Voz por: Nanami Yamashita
Un ídolo con temática de gatos del que Choromatsu es un ávido admirador.
Shounosuke Hijirisawa (聖澤 庄之助 Hijirisawa Shōnosuke?)
Voz por: Yōji Ueda
Un personaje típicamente sin voz que hace apariciones al azar a lo largo de la serie, ya sea como una broma o como un huevo de Pascua.
Girlymatsus (じょし松 Joshimatsu?)
Voz por: Takahiro Sakurai, Yuichi Nakamura, Hiroshi Kamiya, Jun Fukuyama, Daisuke Ono y Miyu Irino
Seis amigas que actúan como contrapartes femeninas de los hermanos, aunque tienen diferentes personalidades.

## Producción y lanzamiento
Osomatsu San, producido por Pierrot, se emitió entre el 5 de octubre de 2015 y el 28 de marzo de 2016 y fue transmitido simultáneamente por Crunchyroll, lo que lo convierte en el primer medio de Osomatsu-kun en recibir un lanzamiento oficial en inglés. El primer episodio de la serie, que presentaba múltiples parodias, fue eliminado de los sitios de transmisión el 12 de noviembre de 2015 y fue reemplazado por una animación de video original en su lanzamiento de video casero. Además, el tercer episodio, que presenta una burda parodia de Anpanman, fue editado para su transmisión de BS Japan y se modificó en su lanzamiento de video casero. En septiembre de 2016, Kanchi Suzuki reveló en su cuenta de Twitter que está interesado en hacer una segunda temporada. Un episodio especial, producido en colaboración con la Japan Racing Assosation, salió al aire el 12 de diciembre de 2016. Se anunció una segunda temporada en abril de 2017, habiendo sido previamente objeto de burlas en una lista para el Blu-ray. lanzamiento de "Mr. Osomatsu JRA Special 2016" (おそ松さん おうまでこばなし Osomatsu-san Ouma de Kobanashi?)", y comenzó a transmitirse el 2 de octubre de 2017.
En Australia y Nueva Zelanda, Madman Entertainment lanzó la primera temporada en DVD el 7 de diciembre de 2016,  y puso la serie a disposición en AnimeLab. En su panel en Otakon 2017, Viz Media anunció que han licenciado ambas temporadas en América del Norte, Central y del Sur y transmiten simultáneamente la segunda temporada.
En agosto de 2018 se anunció una película teatral de anime para la franquicia, y el personal principal y el elenco de la serie de televisión regresaron para repetir sus papeles. Titulada Osomatsu-san the Movie (えいがのおそ松さん Eiga Osomatsu-san?), la película fue lanzada el 15 de marzo de 2019.
En febrero de 2019 se anunció una nueva serie corta de 7 episodios, con el personal principal y el elenco de la serie de televisión volviendo a repetir sus papeles. Los cortos se publicaron del 1 de marzo al 15 de marzo de 2019.
Se anunció una tercera temporada en julio de 2020, que se estrenó el 12 de octubre de 2020.
Se planea la realización de una cuarta temporada, aún sin fecha.

## Otros medios
Una adaptación al manga del Sr. Osomatsu, ilustrada por Masako Shitara, se publicó en la revista de Shueisha, You desde el 15 de enero de 2016. y se trasladó a Cookie luego de la cancelación de You. La publicación finalizó el 26 de noviembre de 2020. Una novelización del anime, escrita por Yū Mitsuru e ilustrada por Naoyuki Asano, fue publicada el 29 de julio de
Bandai Namco lanzó un juego party basado en la serie para Nintendo 3DS el 22 de diciembre de 2016. Un juego otome desarrollado por Idea Factory fue lanzado para PlayStation Vita en 2017.